# Yokoyama Yui
Yokoyama Yui (横山 由依 (Hoành Sơn Do Y) Yokoyama Yui) sinh ngày 8 tháng 12 năm 1992  là nữ ca sĩ kiêm diễn viên người Nhật Bản, cô từng là tổng quản nhóm nhạc nữ thần tượng Nhật Bản AKB48.  Cô từng là đội trưởng của AKB48 Team A, và là cựu thành viên nhóm nhạc chị em NMB48. Kể từ 2011, Yokoyama cũng là thành viên nhóm nhỏ Not Yet.

## Sự nghiệp
Yokoyama Yui từng tham dự buổi thử giọng thế hệ thứ 2 nhóm SKE48 vào tháng 3/2009 và thế hệ thứ 8 nhóm AKB48 sau đó 1 tháng, nhưng đều thất bại. Đến ngày 20/9, cô vượt qua buổi thử giọng và trở thành thực tập sinh thế hệ thứ 9 nhóm AKB48. Cô là người đầu tiên trong thế hệ thứ 9 được thăng cấp vào ngày 10/10/2010, trở thành thành viên chính thức của Team K.
Năm 2011, cô cùng Oshima Yuko, Kitahara Rie, Sashihara Rino thành lập nhóm nhỏ Not Yet ngày 21/1, ngày 16/3, Not Yet ra mắt single đầu tiên "Shuumatsu Not Yet", ngày 25/5 cô có lần đầu tham gia vào một ca khúc chủ đề "Everyday, Katyusha" khi xếp thứ 19 trong cuộc tổng tuyển cử thứ 3 của AKB48.
Năm 2012, cô đứng thứ 15 trong cuộc tổng tuyển cử thứ 4. Trong AKB48 Tokyo Dome Concert, Yokoyama thông báo sẽ tham gia NMB48 và giữ vị trí kiêm nhiệm tại Team A  AKB48 và NMB48. Vào tháng 11, cô tham gia đĩa đơn thứ 6 "Kitagawa Kenji" của NMB48.
Năm 2013, cô đứng thứ 13 trong cuộc tổng tuyển cử thứ 5 và đứng thứ 3 trong giải đấu oẳn tù tì. Vào ngày 28 tháng 4 năm 2013, NMB48 từ bỏ vị trí kiêm nhiệm và cô sẽ hoạt động cho AKB48.
Vào ngày 8/12/2014, tổng quản Takahashi Minami tuyên bố sẽ rời nhóm vào 12/2015 nhân dịp kỷ niệm 10 năm ra mắt, cô chọn Yokoyama Yui là người kế nhiệm. Cô chính thức nắm quyền vào ngày 8/12/2015
Vào ngày 31/3/2019, Yokoyama thông báo từ chức Tổng quản nhưng sẽ tiếp tục hoạt động cùng nhóm, cô chọn Mukaichi Mion là người kế nhiệm, sinh nhật của cô trùng với ngày kỷ niệm ra mắt AKB48.
Vào ngày 16/12/2020, trang web chính thức của cô "YuiFan's", được ra mắt Yokoyama Yui thông báo tốt nghiệp tại concert MX Natsu Matsuri AKB48 2021 Saigo no Summer Party ngày 12/9/2021, theo đó cô sẽ có buổi diễn tốt nghiệp tại nhà hát ngày 27/11

## Kết quả tổng tuyển cử AKB48
| Lần tổ chức | Năm  | Thứ hạng       | Số phiếu bầu   | Vị trí         | Single                 |
| ----------- | ---- | -------------- | -------------- | -------------- | ---------------------- |
| 2           | 2010 | Không xếp hạng | Không xếp hạng | Không xếp hạng | Không xếp hạng         |
| 3           | 2011 | 19             | 16,455         | Senbatsu       | Flying Get             |
| 4           | 2012 | 15             | 25,541         | Senbatsu       | Gingham Check          |
| 5           | 2013 | 13             | 53,903         | Senbatsu       | Koisuru Fortune Cookie |
| 6           | 2014 | 13             | 40,232         | Senbatsu       | Kokoro no Placard      |
| 7           | 2015 | 10             | 63,414         | Senbatsu       | Halloween Night        |
| 8           | 2016 | 11             | 58,610         | Senbatsu       | Densetsu no Sakana     |
| 9           | 2017 | 7 (Kami 7)     | 58314          | Senbatsu       | Tomadotte Tameratte    |
| 10          | 2018 | 6 (Kami 7)     | 67,465         | Senbatsu       | Sentimental Train      |

## Danh sách đĩa nhạc

### Đĩa đơn cùng AKB48
| Năm  | Số | Tên | Vai trò       |
| ---- | -- | --- | ------------- |
| 2010 | 16 | "Ponytail to Shushu" | Theatre Girls |
| 2010 | 19 | "Chance no Junban" | Team K        |
| 2011 | 20 | "Sakura no Ki ni Narō" | Under Girls   |
| 2011 | -- | "Dareka no Tame ni - What can I do for someone?" | --            |
| 2011 | 21 | "Everyday, Katyusha" | A-side        |
| 2011 | 22 | "Flying Get" | A-side        |
| 2011 | 23 | "Kaze wa Fuiteiru" | A-side        |
| 2011 | 24 | "Ue kara Mariko" | Team K        |
| 2012 | 25 | "Give Me Five!" | A-side        |
| 2012 | 26 | "Manatsu no Sounds Good!" | A-side        |
| 2012 | 27 | "Gingham Check" | A-side        |
| 2012 | 28 | "Uza" | A-side        |
| 2012 | 29 | "Eien Pressure" | A-side        |
| 2013 | 30 | "So Long!" | A-side        |
| 2013 | 31 | "Sayonara Crawl" | A-side        |
| 2013 | 32 | "Koi Suru Fortune Cookie" | A-side        |
| 2013 | 33 | "Heart Electric" | A-side        |
| 2013 | 34 | "Suzukake no Ki no Michi de "Kimi no Hohoemi o Yume ni Miru" to Itte Shimattara Bokutachi no Kankei wa Dō Kawatte Shimau no ka, Bokunari ni Nan-nichi ka Kangaeta Ue de no Yaya Kihazukashii Ketsuron no Yō na Mono" | B-side        |
| 2014 | 35 | "Mae shika Mukanee" | A-side        |
| 2014 | 36 | "Labrador Retriever" | A-side        |
| 2014 | 37 | "Kokoro no Placard" | A-side        |
| 2014 | 38 | "Kibōteki Refrain" | A-side        |
| 2015 | 39 | "Green Flash" | A-side        |
| 2015 | 40 | "Bokutachi wa Tatakawanai" | A-side        |
| 2015 | 41 | Halloween Night | A-side        |
| 2015 | 42 | Kuchibiru ni Be My Baby | A-side        |
| 2016 | 43 | "Kimi wa Melody" | A-side        |
| 2016 | 44 | "Tsubasa wa Iranai" | A-side        |
| 2016 | 45 | "LOVE TRIP / Shiawase wo Wakenasai" | A-side        |
| 2016 | 46 | "High Tension" | A-side        |
| 2017 | 47 | "Shoot Sign" | A-side        |
| 2017 | 48 | "Negaigoto no Mochigusare" | A-side        |
| 2017 | 49 | "#Sukinanda" | A-side        |
| 2017 | 50 | "11gatsu no Anklet" | A-side        |

### Đĩa đơn cùng NMB48
| Năm  | Số | Title              | Vai trò |
| ---- | -- | ------------------ | ------- |
| 2012 | 6  | "Kitagawa Kenji"   | A-side  |
| 2013 | 7  | "Bokura no Eureka" | B-side  |

### Đĩa đơn cùng Not Yet
- "Shūmatsu Not Yet"
- "Naminori Kakigōri"
- "Perapera Perao"
- "Suika Baby"
- "Hirihiri no Hana"

## Danh sách phim & chương trình tham gia

### Chương trình truyền hình
- AKBINGO! (2009 - 2019, 2021)
- Shukan AKB (2009-2012)
- AKB48 Nemousu Terebi (Season 5/6/7/8)
- Naruhodo High School (2010)
- Yonpara (With Not yet) (2011)
- NMB48 Geinin! (2012)
- NMB48 Geinin! 2 (2013)
- Mechaike Japan Female Pro Wrestling (2014)
- Last Idol (2018)
- Mechaike Special Japan Female Pro Wrestling FINAL (2018)
- Mirai Monster (2018)
- Nogizaka ni Kosaremashita ~AKB48, Iroiro Atte Tereto Kara no Dai Gyakushu!~ (2021)

### Phim
| Năm  | Phim                                                                                 | Vai diễn  |
| ---- | ------------------------------------------------------------------------------------ | --------- |
| 2013 | NMB48 Geinin! The Movie Owarai Seishun Girls!                                        | Bản thân  |
| 2014 | Yume wa Ushi no Oishasan                                                             | Bản thân  |
| 2014 | NMB48 Geinin! The Movie Returns Sotsugyō! Owarai Seishun Girls!! Aratanaru Tabidachi | Khách mời |

### Phim truyền hình
| Năm  | Phim                                                                  | Kênh     | Vai diễn                   | Chú thích                                   |
| ---- | --------------------------------------------------------------------- | -------- | -------------------------- | ------------------------------------------- |
| 2010 | Majisuka Gakuen                                                       | NTV      | Nữ sinh học viện Majisuka  | Xuất hiện ở tập cuối                        |
| 2011 | Majisuka Gakuen 2 (マジすか学園2)                                     | NTV      | Otabe                      |                                             |
| 2014 | Sailor Zombie (セーラーゾンビ)                                        | TV Tokyo | Yui                        | Thành viên nhóm nhạc thần tượng Milk Planet |
| 2015 | Majisuka Gakuen 4 (マジすか学園4)                                     | NTV      | Otabe                      |                                             |
| 2015 | Majisuka Gakuen 5 (マジすか学園5)                                     | NTV      | Otabe                      |                                             |
| 2016 | AKB Horror Night: Adrenaline Night (AKBホラーナイト アドレナリンの夜) | TV Asahi | Noriko                     |                                             |
| 2016 | AKB Love Night: Love Factory (AKBラブナイト 恋工場)                   | TV Asahi | Miyu                       | Tập 21 - A Farewell Time                    |
| 2016 | Crow's Blood                                                          | Hulu     | Furugōri Chisa             |                                             |
| 2016 | Cabasuka Gakuen (キャバすか学園)                                      | NTV      | Otabe (Maguro)             |                                             |
| 2017 | Tofu Pro-Wrestling (豆腐プロレス)                                     | TV Asahi | Bản thân                   |                                             |
| 2018 | Hannari Girori no Yoriko-sa                                           |          | Shindou Yoriko             |                                             |
| 2018 | Majimuri Gakuen                                                       | NTV      | Raman / Goshirakawa Noriko |                                             |

## Sách ảnh
- Yuihan (February 5, 2015, Gakken Publishing) ISBN 9784054061583[24]